# La història de Vernon i Irene Castle
 La història de Vernon i Irene Castle  (original: The Story of Vernon and Irene Castle) és una pel·lícula musical americana de H.C. Potter, estrenada el 1939 i doblada al català'La protagonitzaren Fred Astaire, Ginger Rogers, Edna May Oliver, i Walter Brennan.
La pel·lícula està basada en les històries My Husband i My Memories of Vernon Castle, d'Irene Castle i va ser adaptada per Oscar Hammerstein II, Dorothy Yost i Richard Sherman.
Irene Castle va supervisar el film, i constantment estava en desacord amb el director per detalls de vestuari i pels drets. Quan va ser informada que l'actor blanc Walter Brennan interpretaria la part del fidel servent Walter, va quedar estupefacta: el Walter real era negre.
La pel·lícula marca unes quantes "primicies": els personatges són més realistes que els habituals en una pel·lícula Astaire-Rogers, és l'única biografia musical Astaire-Rogers, l'únic dels seus musicals amb un final tràgic, i l'únic en el qual mor el personatge d'Astaire.

## Argument
Biografia. Irène i Vernon Castle eren una de les parelles de ballarins més coneguts i respectats. Desgraciadament, durant la Primera Guerra Mundial, Vernon Castle va trobar la mort a bord del seu avió.

## Repartiment
- Fred Astaire: Vernon Castle
- Ginger Rogers: Irene Castle
- Edna May Oliver: Maggie Sutton
- Walter Brennan: Walter Ash
- Lee Fields: Lee Fields
- Etienne Girardot: Papa Aubel
- Rolfe Sedan: Emil Aubel
- Leonid Kinskey: Un artista
- Victor Varconi: El gran duc
- Russell Hicks: El coronel
- George Irving (no surt als crèdits): L'ordenança del coronel